# Халме, Вийо
Карл Вийо Халме (фин. Karl Viljo Halme; 24 января 1907, Гельсингфорс — 21 октября 1981) — финский футболист, вратарь. Участник летних олимпийских игр 1936 года. Холме считается одним из лучших вратарей Финляндии.

## Биография
Халме начал свою карьеру в рабочей группе Дюру, играя в финской спортивной федерации рабочих (TUL). Из-за гражданской войны 1918 года финский футбол был разделен. TUL и финскую футбольную федерацию (SPL) имели свои собственные лиги. Национальная сборная состояла только из игроков SPL .
Халме представлял TUL на Летней Спартакиаде 1928 года в Москве, хотя социал-демократы TUL запретили своим спортсменам участвовать в играх красного спортивного интернационала. Все спортсмены, участвовавшие в Спартакиаде, были исключены из TUL, а Халме остался без команды .
В 1931 Халме стал игроком клуба ХИК, что позволило ему играть за национальную сборную . Дебют состоялся 16 мая 1932 года в товарищеском матче против шведов. В составе сборной на летних Олимпийских играх 1936 Халме был одним из восьми бывших игроков TUL, которые перешли на сторону SPL .

## Достижения
- Чемпион финской спортивной федерации рабочих: 1927